# I Luv Your Girl
I Luv Your Girl ist ein Lied des US-amerikanischen Sängers und Songwriters The-Dream aus dem Jahre 2007. Die dritte Single seines Debütalbums Love Hate wurde vom Künstler selbst zusammen mit Tricky Stewart geschrieben und produziert.

## Musik und Text
I Luv Your Girl ist eine Contemporary R&B-Ballade, deren Instrumental primär von Rhodes-Klängen und charakteristischen Snaps gekennzeichnet ist. An einigen Stellen setzt The-Dream seinen zum Markenzeichen gewordenen Falsettgesang ein. In der auch im Musikvideo verwendeten Remixversion wird der Interpret vom Rapper Young Jeezy unterstützt, der zu Beginn des Liedes eine Strophe vorträgt. Inhaltlich dreht sich das Lied darum, dass der Ich-Erzähler ein Verhältnis mit der Freundin eines Dritten hat. Obwohl es sich hierbei um ein im R&B- und Hip-Hop-Genre wiederkehrendes Motiv handelt, unterscheidet sich I Luv Your Girl dadurch von anderen Werken, als dass der Interpret hierbei in Gewissensbisse und moralische Konflikte gerät und nicht stolz auf sein Handeln ist. So legt er der Frau nahe, nach Hause zu ihrem Partner zu gehen, was diese jedoch mit harschen Worten ablehnt ("fuck that nigga"). Er hofft, dass der Mann, der von seiner Frau betrogen wird, keine ernsthaften Gefühle für diese hegt, um nicht verletzt zu werden. Dennoch wäre das sexuelle Verlangen nach ihr zu groß, um ihr zu widerstehen.

## Musikvideo
Der Videoclip zu I Luv Your Girl ist in einem Nachtclub angesiedelt. Dort liebkost ein Mann seine Freundin, diese ist jedoch mehr an The-Dream interessiert und unterhält sich mit diesem vertraut, was der Freund mit eifersüchtigem Blick beobachtet. Die beiden verlassen letztlich Hand in Hand die Örtlichkeit und fahren gemeinsam mit einem Motorrad davon, während ihr Mann zurückbleibt. Zwischenschnitte zeigen The-Dream oder Young Jeezy, wie sie das Lied vor flackernden grünen Laserstrahlen vortragen und tanzen. Erstgenannter ist dabei in mehreren Einstellungen in die Flagge der Vereinigten Staaten gehüllt. Vor der eigentlichen Handlung des Videos sind außerdem noch Szenen einer anderen Party zu sehen, auf der Young Jeezy auf einem Sofa sitzt, während ringsherum gefeiert wird. Außerdem geben mehrere Frauen vor violetten Lasern eine Choreografie zum besten.

## Kritik
I Luv Your Girl erhielt positive Kritiken. Der Song würde trotz seiner weichen Art die Essenz von Rapmusik aus The-Dreams Heimatstadt Atlanta im Jahre 2007 einfangen und wäre eine impressionistische Auseinandersetzung mit dem Snap&B-Genre. Während die Musik engelshaft klänge, wäre der Text gewagt und witzig. Es wäre ein sanfter, aber anzüglicher Doo-Wop-Song, in dem sich der Künstler gleichermaßen brutal und verliebt zeige. Der Interpret wäre weniger daran interessiert, die sexuellen Aspekte der Geschichte zu thematisieren, als die tragische Situation, die sich aus diesen ergebe. Gelobt wurde auch, wie präzise The-Dream mit der Phrase "fuck that nigga" umgehe. Diese würde, über den melancholischen Beat gelegt, immer wieder niederschmetternd wirken und das gute Gefühl, dass The-Dream beim intimen Umgang mit seiner Affäre empfindet mit dem Herzschmerz ihres Freundes kontrastieren.

## Erfolg
| ChartsChartplatzierungen       | Höchstplatzierung | Wochen |
| ------------------------------ | ----------------- | ------ |
| Vereinigte Staaten (Billboard) | 20 (20 Wo.)       | 20     |

## Dies und Das
- Teile des Liedes wurden im erfolgreichen Charthit Blame It von Jamie Foxx und T-Pain aus dem Jahre 2008 zitiert.[11]